# S.S. Botany Bay
El S.S. Botany Bay, es una nave ficticia del universo de Star Trek de propulsión nuclear clase DY-100. Inicialmente fue un crucero de carga estándar de finales del siglo XX, y fue modificado como nave de transporte de pasajeros en estado de hibernación. Fue utilizada por Khan Noonieng Singh para escapar de la tierra con sus seguidores después que fueran derrotados en las guerras eugenésicas. Su partida fue mantenida en secreto para no poner en conocimiento de la población que el tirano que gobernó una cuarta parte del planeta desde 1992 a 1996 estaba aun vivo. 
El S.S. Botany Bay vagó por el espacio durante 200 años con sus pasajeros en animación suspendida, hasta que el U.S.S. Enterprise,  al mando del capitán James T. Kirk, lo encontró cerca del sector Mutara en 2267. Los sistemas automáticos de la nave intentaron revivir a Khan primero por ser el líder del grupo, sin embargo hubo un fallo en el proceso de los sistemas que sacarían a Khan de estasis. La tripulación del Enterprise tuvo que intervenir para evitar que muriera, y fue despertado de la hibernación y mantenido en la Enterprise. La decisión del capitán Kirk fue mantener al resto de los pasajeros en estasis hasta llegar a la base estelar 12, pero Khan burló la seguridad y se transportó de vuelta su nave para revivir a sus seguidores y tomar el control de la Enterprise. Su intento falló y fue condenado y recluido en el planeta Ceti Alpha V.